# Achaearanea
Genre
Synonymes
- Achaea O. Pickard-Cambridge, 1882 nec Hübner, 1823

Achaearanea est un genre d'araignées aranéomorphes de la famille des Theridiidae.

## Distribution
Les espèces de ce genre se rencontrent en Asie, en Afrique, en Amérique et en Océanie.

## Liste des espèces
Selon World Spider Catalog (version 23.5, 28/08/2022) :
- Achaearanea alboinsignita Locket, 1980
- Achaearanea baltoformis Yin & Peng, 2012
- Achaearanea biarclata Yin & Bao, 2012
- Achaearanea budana Tikader, 1970
- Achaearanea coilioducta Yin, 2012
- Achaearanea diglipuriensis Tikader, 1977
- Achaearanea disparata Denis, 1965
- Achaearanea diversipes (Rainbow, 1920)
- Achaearanea dubitabilis Wunderlich, 1987
- Achaearanea durgae Tikader, 1970
- Achaearanea epicosma (Rainbow, 1920)
- Achaearanea extumida Xing, Gao & Zhu, 1994
- Achaearanea flavomaculata Yin, 2012
- Achaearanea globispira Henschel & Jocqué, 1994
- Achaearanea hieroglyphica (Mello-Leitão, 1940)
- Achaearanea inopinata Brignoli, 1972
- Achaearanea linhan Yin & Bao, 2012
- Achaearanea machaera Levi, 1959
- Achaearanea maricaoensis (Bryant, 1942)
- Achaearanea micratula (Banks, 1909)
- Achaearanea nigrodecorata (Rainbow, 1920)
- Achaearanea propera (Keyserling, 1890)
- Achaearanea septemguttata (Simon, 1909)
- Achaearanea simaoica Zhu, 1998
- Achaearanea tingo Levi, 1963
- Achaearanea trapezoidalis (Taczanowski, 1873)
- Achaearanea triangularis Patel, 2005

Selon World Spider Catalog (version 20.5, 2020) :
- † Achaearanea extincta Wunderlich, 1988

## Systématique et taxinomie
Achaea O. Pickard-Cambridge, 1882 préoccupé par Achaea Hübner, 1823 a été remplacé par Achaearanea par Strand en 1929.

## Publications originales
- Strand, 1929 : « Zoological and palaeontological nomenclatorical notes. » Acta Universitatis Latviensis, vol. 20, p. 1-29.
- O. Pickard-Cambridge, 1882 : « On new genera and species of Araneidea. » Proceedings of the Zoological Society of London, vol. 1882, p. 423-442 (texte intégral).